# گورستان یاآر ابراهیم
گورستان یاآر ابراهیم مربوط به سده‌های متاخر دوران‌های تاریخی پس از اسلام است و در شهرستان دالاهو، بخش مرکزی، دهستان بان زرده، ۸۰۰ متری شمال شرق روستای زرده بالا واقع شده و این اثر در تاریخ ۲۶ اسفند ۱۳۸۶ با شمارهٔ ثبت ۲۱۷۶۸ به‌عنوان یکی از آثار ملی ایران به ثبت رسیده است.